# Mount Bannon
Der Mount Bannon ist ein 3344 m hoher Berg in der Teton Range im Westen des US-Bundesstaates Wyoming. Er bildet die Grenze zwischen dem Grand-Teton-Nationalpark und der Jeddediah Smith Wilderness im Caribou-Targhee National Forest. Der Mount Bannon erhebt sich westlich über den Death Canyon und liegt südwestlich von Mount Jedediah Smith und Mount Meek und nordöstlich des Fossil Mountain. Der Berg wurde nach Thomas M. Bannon benannt.

## Belege
1. ↑  Peakbagger: Mount Bannon. Abgerufen am 31. Januar 2021.
2. ↑  Geonames: Mount Bannon. Abgerufen am 31. Januar 2021.